# Erginulus albipunctata
Erginulus albipunctata nomen nudum is een niet -beschikbare "valse" naam voor een hooiwagen uit de familie Cosmetidae.
Het is niet beschikbaar voor de nomenclatuur, die afkomstig is van publicatie door Goodnight & Goodnight, 1947: 28. De originele naamcombinatie was afgeleid van deze tekst “related to E. albipunctata Cambridge” Goodnight & Goodnight, 1947), waarnaar waarschijnlijk verwijst Eucynortula albipunctata (Pickard-Cambridge, 1904). In sommige online bronnen de "valse" naam was ingevoerd als Erginulus albipunctata, maar blijkbaar niet overgenomen in taxonomische publicaties.